# Sestiere di Porta Nuova
Il sestiere di Porta Nuova è uno dei sei sestieri in cui era anticamente divisa la città di Milano limitatamente ai confini del moderno centro storico, che è delimitato dalla Cerchia dei Navigli, ovvero dal tracciato delle mura medievali di Milano, di cui la Cerchia costituiva originariamente il fossato difensivo. Prende il nome dall'antica Porta Nuova medievale. Del sestiere di Porta nuova faceva parte il Palazzo della Ragione, per secoli sede del municipio di Milano, da cui dipartivano a raggiera i confini dei sei sestieri della città.

## Storia
Questo sestiere deriva il nome da Porta Nuova medievale, che a sua volta prende la denominazione dalla precedente Porta Nuova romana. Porta Nuova romana fu costruita durante il periodo imperiale dell'epoca romana, e venne ricavata nella cinta delle mura romane di Milano. Venne fatta erigere lungo il nuovo perimetro di mura (da cui il nome della porta), frutto dell'estensione della cinta muraria verso nord est, che venne realizzata dopo il 291 su volere dell'imperatore Massimiano in seguito alla crescita urbanistica e all'elevazione di Mediolanum a capitale dell'Impero romano d'Occidente. Porta Nuova romana era conosciuta anche con il nome di Porta Aurea.
Come per Porta Orientale, di cui rappresentava uno "spostamento" verso est, anche da Porta Nuova dipartiva verso oriente l'arteria stradale che, attraverso Bergomum (Bergamo) e Brixia (Brescia), portava a Verona (Verona).
Poi in epoca medievale, con la costruzione delle nuove mura cittadine, più esterne quelle precedenti, "Porta Nuova" venne spostata, seguendo la direttrice della strada lungo cui sorgeva, più esternamente, lungo il nuovo vallo difensivo. Sorte analoga ebbe Porta Nuova spagnola che venne eretta, analogamente, lungo le mura spagnole di Milano, che sostituirono quelle medievali.
Lo stemma del sestiere di Porta Nuova ha subito modifiche nei secoli. Quello che è giunto fino ai tempi moderni è descritto così da Bonvesin de la Riva: 
(Bonvesin de la Riva)
Lo stemma giunto sino ai tempi moderni è costituito da quattro quadrati, con il primo e il quarto di colore bianco e il secondo e il terzo di colore nero. Galvano Fiamma menziona la presenza, più anticamente, anche di un leone bianco, che poi è scomparso. Questo leone bianco era sovrapposto a uno sfondo interamente nero:
(Galvano Fiamma, Chronicon Extravagans)
Analogamente Bernardino Corio scrive:
(Bernardino Corio)
Questo stemma è quindi quasi identico a uno degli stemmi storici del sestiere di Porta Comasina: in luogo del rosso, sullo stemma del sestiere di Porta Nuova era presente il nero.
Anche Giacomo Filippo Besta conferma la presenza, un tempo, di un leone, questa volta però scaccato di bianco e nero. Questo stemma, che è successivo al precedente, quello con il leone interamente bianco, è così descritto:
(Giacomo Filippo Besta)
Serviliano Latuada, riferendosi allo stemma più recente, quello senza leone, ci riferisce quanto segue:
(Serviliano Latuada)

## Le contrade
Il sestiere di Porta Nuova era a sua volta suddiviso in cinque contrade:
| Contrada                       | Stemma | Blasonatura dello stemma                                                                               |
| ------------------------------ | ------ | --- |
| Nobile Contrada dei Bossi      |        | Vessillo di rosso al bue d'argento armato di oro e alle corna ricurve dello stesso                     |
| Contrada dei Rostri (Capitana) |        | Vessillo d'oro all'aquila di nero, coronata del campo, artigliante la scrofa semilanuta                |
| Contrada della Mazza           |        | Vessillo di rosso alla punta rovesciata d'oro caricata di una mazza d'argento                          |
| Contrada degli Andegari        |        | Vessillo d'argento al leone rampante d'azzurro lampassato di rosso                                     |
| Contrada della Spiga           |        | Vessillo d'argento alle tre spighe d'oro gambute di verde e terrazzate dello stesso, situate in fascia |